# Тюдрала
Тюдрала (рос. Тюдрала) — село Усть-Канського району, Республіка Алтай Росії. Входить до складу Талицького сільського поселення.
Населення — 302 особи (2015 рік).